# چرنا موگیلا (استان خاسکوو)
چرنا موگیلا (به بلغاری: Cherna mogila) یک منطقهٔ مسکونی در بلغارستان است که در استان خاسکوو واقع شده‌است.